# Lamprosema trizonalis
Lamprosema trizonalis là một loài bướm đêm trong họ Crambidae.